# I. e. 265
Évszázadok: i. e. 4. század – i. e. 3. század – i. e. 2. század
Évtizedek: i. e. 310-es évek – i. e. 300-as évek – i. e. 290-es évek – i. e. 280-as évek – i. e. 270-es évek – i. e. 260-as évek – i. e. 250-es évek – i. e. 240-es évek – i. e. 230-as évek – i. e. 220-as évek – i. e. 210-es évek
Évek: i. e. 270 – i. e. 269 – i. e. 268 – i. e. 267 –  i. e. 266 – i. e. 265 – i. e. 264 – i. e. 263 – i. e. 262 – i. e. 261 – i. e. 260

## Események

### Görögország
- II. Antigonosz makedón király Korinthosznál legyőzi a spártaiakat; I. Areusz király is elesik az ütközetben. Antigonosz ezután elfoglalja Megarát és ostrom alá veszi Athént.
- Spártában Areusz utódja fia, Akrotatosz.

### Itália
- II. Hierón szürakuszai király újabb támadásra készül a messzénéi mamertinusok ellen, akik a közelben tartózkodó karthágói flotta  és Róma segítségét kérik. A karthágóiak ráveszik a mamertinusokat, hogy fogadjanak be egy kisebb pun helyőrséget.
- Rómában Quintus Fabius Maximus Gurgest és Lucius Mamilius Vitulust választják consulnak.
- Volsinii etruszk városban belháború kezdődik és az egyik fél Rómától kér segítséget. Gurges consul ostrom alá veszi a várost, de megsebesül és belehal sebeibe.

### India
- Asóka véres hódító háborút indít Kalinga ellen (a mai Orisza térségében)

### Kína
- Csin állam hódító háborút indít Han állam ellen.

## Születések
- IV. Agisz spártai király

## Halálozások
- I. Areusz spártai király
- Quintus Fabius Maximus Gurges, római hadvezér és államférfi

## Fordítás
- Ez a szócikk részben vagy egészben  a(z)   265 v. Chr. című német Wikipédia-szócikk ezen változatának fordításán alapul.  Az eredeti cikk szerkesztőit annak laptörténete sorolja fel. Ez a jelzés csupán a megfogalmazás eredetét és a szerzői jogokat jelzi, nem szolgál a cikkben szereplő információk forrásmegjelöléseként.